# 3626 Ohsaki
3626 Ohsaki è un asteroide della fascia principale. Scoperto nel 1929, presenta un'orbita caratterizzata da un semiasse maggiore pari a 3,1540669 UA e da un'eccentricità di 0,1583984, inclinata di 4,09071° rispetto all'eclittica.
L'asteroide è dedicato al giapponese Shoji Ohsaki, storico dell'astronomia e a sua volta astronomo dilettante.